# Lukoil
A PJSC Lukoil (orosz Лукойл) moszkvai központú nemzetközi energiavállalat, fő profilja olaj és  földgáz kitermelése, szállítása és kereskedelme. 1991-ben alakult a nyugat-szibériai Hanti- és Manysiföld három városában működő három állami cég – a Langepasznyeftegaz, a Kogalimnyeftegaz és az Urájnyeftegaz – egyesítésével. Neve a három város – Langepasz, Uráj és Kogalim – kezdőbetűiből áll, melyhez hozzáillesztették az olaj jelentésű angol "Oil" szót.
Az egyik legnagyobb oroszországi cég, és az egyik legnagyobb, tőzsdén jegyzett integrált olajvállalat a világon. Bevételei 2019-ben több mint 7800 milliárd rubelre rúgtak, ami némi visszaesés a 2018-as több mint nyolcezer milliárd rubelről.  2020-ban a Forbes összesítése szerint a 99. legnagyobb tőzsdén jegyzett vállalat volt a világon.
14 országban kutat és hoz felszínre olajat és gázt, kitermelésének 8 százaléka Oroszországból származik. 2019-ben 85 millió tonna olajat termeltek ki, és még 76 millió tonnát vásároltak, gázkitermelésük 34 milliárd köbméter volt.  1988 és 2015 között az üvegházhatású gázok globális ipari kibocsátása 0,75 százalékáért felelős.